# ژرمانیم دی‌فلوئورید
ژرمانیم دی‌فلوئورید (به انگلیسی: Germanium difluoride) با فرمول شیمیایی GeF2 یک ترکیب شیمیایی با شناسه پاب‌کم 6327235 است. که جرم مولی آن 110.61 g/mol می‌باشد.